# Bettenfeld (Rothenburg ob der Tauber)
Bettenfeld ist ein Gemeindeteil der Großen Kreisstadt Rothenburg ob der Tauber im Landkreis Ansbach (Mittelfranken, Bayern). Die Gemarkung Bettenfeld hat eine Fläche von 9,567 km². Sie ist in 1032 Flurstücke aufgeteilt, die eine durchschnittliche Fläche von 9270,73 m² haben. In ihr liegen neben dem namensgebenden Ort die Gemeindeteile Herrnwinden, Mittelmühle, Obermühle und Reusch.

## Geografie
Das Pfarrdorf liegt an der Schandtauber, einem linken Nebenfluss der Tauber. Unmittelbar südwestlich des Dorfes befindet sich das Naturschutzgebiet Schandtauberhöhle. Im Norden gibt es eine Doline, die als Geotop ausgezeichnet ist.
Die Kreisstraße AN 6 führt die Staatsstraße 1040 kreuzend zur Staatsstraße 2419 bei Lohr (3,5 km südöstlich) bzw. zur Staatsstraße 1022 und als Gemeindeverbindungsstraße weiter nach Schnepfendorf (2 km nördlich). Gemeindeverbindungsstraßen führen nach Reusch (1,5 km westlich), nach Buch zur Landesstraße 1040 (2,5 km südlich) und zur Staatsstraße 1040 bei Herrnwinden (1,8 km östlich).

## Geschichte
Im 16-Punkte-Bericht des brandenburg-ansbachischen Oberamts Colmberg aus dem Jahr 1681 hatten in Bettenfeld zwei Untertansfamilien das Kastenamt Colmberg als Grundherrn. Die übrigen Anwesen unterstanden dem Kastenamt Insingen und der Reichsstadt Rothenburg. Das Hochgericht übte die Reichsstadt Rothenburg aus.
Mit dem Gemeindeedikt (frühes 19. Jahrhundert) wurde Bettenfeld dem Steuerdistrikt Lohr zugewiesen. Wenig später entstand die Ruralgemeinde Bettenfeld mit den Orten Herrnwinden, Mittelmühle, Obermühle und Reusch. Sie unterstand in Verwaltung und Gerichtsbarkeit dem Landgericht Rothenburg und in der Finanzverwaltung dem Rentamt Rothenburg ob der Tauber (1919 in Finanzamt Rothenburg ob der Tauber umbenannt). Ab 1862 übernahm das Bezirksamt Rothenburg ob der Tauber die Verwaltung (1939 in Landkreis Rothenburg ob der Tauber umbenannt) und das Stadt- und Landgericht Rothenburg ob der Tauber die Gerichtsbarkeit (1879 in Amtsgericht Rothenburg ob der Tauber umbenannt). Die Gemeinde hatte 1964 eine Gebietsfläche von 9,561 km². Im Zuge der Gebietsreform in Bayern wurde sie am 1. Mai 1978 nach Rothenburg ob der Tauber eingemeindet.

## Einwohnerentwicklung
Gemeinde Bettenfeld
| Jahr      | 1818  | 1840  | 1852   | 1855   | 1861   | 1867   | 1871   | 1875   | 1880   | 1885   | 1890   | 1895   | 1900   | 1905   | 1910   | 1919   | 1925   | 1933   | 1939   | 1946   | 1950   | 1952   | 1961   | 1970   |
| Einwohner | 301   | 325   | 325    | 324    | 340    | 346    | 323    | 319    | 361    | 352    | 369    | 368    | 361    | 362    | 366    | 345    | 348    | 323    | 298    | 367    | 411    | 397    | 290    | 293    |
| Häuser    | 52    | 55    |        |        |        |        | 54     |        |        | 58     | 63     |        | 63     |        |        |        | 60     |        |        |        | 63     |        | 61     |        |
| Quelle    | [ 7 ] | [ 9 ] | [ 14 ] | [ 14 ] | [ 15 ] | [ 16 ] | [ 17 ] | [ 18 ] | [ 19 ] | [ 20 ] | [ 21 ] | [ 14 ] | [ 22 ] | [ 14 ] | [ 23 ] | [ 14 ] | [ 24 ] | [ 14 ] | [ 14 ] | [ 14 ] | [ 25 ] | [ 14 ] | [ 10 ] | [ 26 ] |

Ort Bettenfeld
| Jahr      | 001818 | 001840 | 001861 | 001871 | 001885 | 001900 | 001925 | 001950 | 001961 | 001970 | 001987 |
| Einwohner | 133    | 160    | †172   | 165    | 186    | *206   | *202   | *253   | 168    | *189   | *141   |
| Häuser    | 25     | 29     |        |        | 32     | *38    | *37    | *40    | 36     |        | *39    |
| Quelle    | [ 7 ]  | [ 9 ]  | [ 15 ] | [ 17 ] | [ 20 ] | [ 22 ] | [ 24 ] | [ 25 ] | [ 10 ] | [ 26 ] | [ 1 ]  |

## Baudenkmäler
- Haus Nr. 12: Gasthaus zum Rappen[27]
- Haus Nr. 23: Pfarrhaus, Nebengebäude[27]
- Haus Nr. 24: evangelisch-lutherische Pfarrkirche St. Wendel und Heilig Kreuz, Friedhofsmauer[27]
- Brücke über der Schandtauber[27]

## Bodendenkmäler
In der Gemarkung Bettenfeld gibt es 15 Bodendenkmäler.

## Religion
Der Ort ist Sitz der Pfarrei St. Wendel und Heilig Kreuz und seit der Reformation evangelisch-lutherisch geprägt. Die Einwohner römisch-katholischer Konfession sind nach St. Laurentius (Gebsattel) gepfarrt.